# Lijst van gemeenten in het departement Meurthe-et-Moselle
Hieronder volgt een lijst van de 594 gemeenten (communes) in het Franse departement Meurthe-et-Moselle (departement 54).

## A
Abaucourt
- Abbéville-lès-Conflans
- Aboncourt
- Affléville
- Affracourt
- Agincourt
- Aingeray
- Allain
- Allamont
- Allamps
- Allondrelle-la-Malmaison
- Amance (Meurthe-et-Moselle)
- Amenoncourt
- Ancerviller
- Anderny
- Andilly
- Angomont
- Anoux
- Ansauville
- Anthelupt
- Armaucourt
- Arnaville
- Arracourt
- Arraye-et-Han
- Art-sur-Meurthe
- Athienville
- Atton
- Auboué
- Audun-le-Roman
- Autrepierre
- Autreville-sur-Moselle
- Autrey
- Avillers
- Avrainville
- Avricourt
- Avril
- Azelot
- Azerailles

## B
Baccarat
- Badonviller
- Bagneux
- Bainville-aux-Miroirs
- Bainville-sur-Madon
- Barbas
- Barbonville
- Barisey-au-Plain
- Barisey-la-Côte
- Les Baroches
- Baslieux
- Bathelémont-lès-Bauzemont
- Batilly
- Battigny
- Bauzemont
- Bayon
- Bayonville-sur-Mad
- Bazailles
- Beaumont
- Béchamps
- Belleau
- Belleville
- Bénaménil
- Benney
- Bernécourt
- Bertrambois
- Bertrichamps
- Bettainvillers
- Beuveille
- Beuvezin
- Beuvillers
- Bey-sur-Seille
- Bezange-la-Grande
- Bezaumont
- Bicqueley
- Bienville-la-Petite
- Bionville
- Blainville-sur-l'Eau
- Blâmont
- Blémerey
- Blénod-lès-Pont-à-Mousson
- Blénod-lès-Toul
- Boismont
- Boncourt
- Bonviller
- Mont-Bonvillers
- Borville
- Boucq
- Bouillonville
- Bouvron
- Bouxières-aux-Chênes
- Bouxières-aux-Dames
- Bouxières-sous-Froidmont
- Bouzanville
- Brainville
- Bralleville
- Bratte
- Bréhain-la-Ville
- Bréménil
- Brémoncourt
- Brin-sur-Seille
- Brouville
- Bruley
- Bruville
- Buissoncourt
- Bulligny
- Bures
- Buriville
- Burthecourt-aux-Chênes

## C
Ceintrey
- Cerville
- Chaligny
- Chambley-Bussières
- Champenoux
- Champey-sur-Moselle
- Champigneulles
- Chanteheux
- Chaouilley
- Charency-Vezin
- Charey
- Charmes-la-Côte
- Charmois
- Chaudeney-sur-Moselle
- Chavigny
- Chazelles-sur-Albe
- Chenevières
- Chenicourt
- Chenières
- Choloy-Ménillot
- Cirey-sur-Vezouze
- Clayeures
- Clémery
- Clérey-sur-Brenon
- Coincourt
- Colmey
- Colombey-les-Belles
- Conflans-en-Jarnisy
- Cons-la-Grandville
- Cosnes-et-Romain
- Courbesseaux
- Courcelles
- Coyviller
- Crantenoy
- Crépey
- Crévéchamps
- Crévic
- Crézilles
- Crion
- Croismare
- Crusnes
- Custines
- Cutry

## D
Damelevières
- Dampvitoux
- Deneuvre
- Deuxville
- Diarville
- Dieulouard
- Dolcourt
- Dombasle-sur-Meurthe
- Domèvre-en-Haye
- Domèvre-sur-Vezouze
- Domgermain
- Domjevin
- Dommarie-Eulmont
- Dommartemont
- Dommartin-la-Chaussée
- Dommartin-lès-Toul
- Dommartin-sous-Amance
- Domprix
- Domptail-en-l'Air
- Doncourt-lès-Conflans
- Doncourt-lès-Longuyon
- Drouville

## E
Écrouves
- Einvaux
- Einville-au-Jard
- Emberménil
- Épiez-sur-Chiers
- Éply
- Erbéviller-sur-Amezule
- Errouville
- Essey-et-Maizerais
- Essey-la-Côte
- Essey-lès-Nancy
- Étreval
- Eulmont
- Euvezin

## F
Faulx
- Favières
- Fécocourt
- Fenneviller
- Ferrières
- Fey-en-Haye
- Fillières
- Flainval
- Flavigny-sur-Moselle
- Fléville-devant-Nancy
- Fléville-Lixières
- Flin
- Flirey
- Fontenoy-la-Joûte
- Fontenoy-sur-Moselle
- Forcelles-Saint-Gorgon
- Forcelles-sous-Gugney
- Foug
- Fraimbois
- Fraisnes-en-Saintois
- Francheville
- Franconville
- Fréménil
- Frémonville
- Fresnois-la-Montagne
- Friauville
- Frolois
- Frouard
- Froville

## G
Gélacourt
- Gélaucourt
- Gellenoncourt
- Gémonville
- Gerbécourt-et-Haplemont
- Gerbéviller
- Germiny
- Germonville
- Gézoncourt
- Gibeaumeix
- Giraumont
- Giriviller
- Glonville
- Gogney
- Gondrecourt-Aix
- Gondreville
- Gondrexon
- Gorcy
- Goviller
- Grand-Failly
- Grimonviller
- Gripport
- Griscourt
- Grosrouvres
- Gugney
- Gye

## H
Hablainville
- Hagéville
- Haigneville
- Halloville
- Hammeville
- Hamonville
- Han-devant-Pierrepont
- Hannonville-Suzémont
- Haraucourt
- Harbouey
- Haroué
- Hatrize
- Haucourt-Moulaine
- Haudonville
- Haussonville
- Heillecourt
- Hénaménil
- Herbéviller
- Hériménil
- Herserange
- Hoéville
- Homécourt
- Houdelmont
- Houdemont
- Houdreville
- Housséville
- Hudiviller
- Hussigny-Godbrange

## I
Igney

## J
Jaillon
- Jarny
- Jarville-la-Malgrange
- Jaulny
- Jeandelaincourt
- Jeandelize
- Jevoncourt
- Jezainville
- Jœuf
- Jolivet
- Joppécourt
- Jouaville
- Joudreville
- Juvrecourt

## L
Labry
- Lachapelle
- Lagney
- Laître-sous-Amance
- Laix
- Lalœuf
- Lamath
- Landécourt
- Landremont
- Landres
- Laneuvelotte
- Laneuveville-aux-Bois
- Laneuveville-derrière-Foug
- Laneuveville-devant-Bayon
- Laneuveville-devant-Nancy
- Lanfroicourt
- Lantéfontaine
- Laronxe
- Laxou
- Lay-Saint-Christophe
- Lay-Saint-Remy
- Lebeuville
- Leintrey
- Lemainville
- Leménil-Mitry
- Lenoncourt
- Lesménils
- Létricourt
- Lexy
- Leyr
- Limey-Remenauville
- Lironville
- Liverdun
- Loisy
- Longlaville
- Longuyon
- Longwy
- Lorey
- Loromontzey
- Lubey
- Lucey
- Ludres
- Lunéville
- Lupcourt

## M
Magnières
- Maidières
- Mailly-sur-Seille
- Mairy-Mainville
- Maixe
- Maizières
- Malavillers
- Malleloy
- Malzéville
- Mamey
- Mandres-aux-Quatre-Tours
- Mangonville
- Manoncourt-en-Vermois
- Manoncourt-en-Woëvre
- Manonville
- Manonviller
- Marainviller
- Marbache
- Maron
- Mars-la-Tour
- Marthemont
- Martincourt
- Mattexey
- Maxéville
- Mazerulles
- Méhoncourt
- Ménil-la-Tour
- Mercy-le-Bas
- Mercy-le-Haut
- Méréville
- Merviller
- Messein
- Mexy
- Mignéville
- Millery
- Minorville
- Moineville
- Moivrons
- Moncel-lès-Lunéville
- Moncel-sur-Seille
- Montauville
- Montenoy
- Montigny
- Montigny-sur-Chiers
- Mont-l'Étroit
- Mont-le-Vignoble
- Montreux
- Mont-Saint-Martin
- Mont-sur-Meurthe
- Morfontaine
- Moriviller
- Morville-sur-Seille
- Mouacourt
- Mouaville
- Mousson
- Moutiers
- Moutrot
- Moyen
- Murville

## N
Nancy
- Neufmaisons
- Neuves-Maisons
- Neuviller-lès-Badonviller
- Neuviller-sur-Moselle
- Nomeny
- Nonhigny
- Norroy-le-Sec
- Norroy-lès-Pont-à-Mousson
- Noviant-aux-Prés

## O
Ochey
- Ogéviller
- Ognéville
- Olley
- Omelmont
- Onville
- Ormes-et-Ville
- Othe
- Ozerailles

## P
Pagney-derrière-Barine
- Pagny-sur-Moselle
- Pannes
- Parey-Saint-Césaire
- Parroy
- Parux
- Petit-Failly
- Petitmont
- Pettonville
- Pexonne
- Phlin
- Piennes
- Pierre-la-Treiche
- Pierre-Percée
- Pierrepont
- Pierreville
- Pompey
- Pont-à-Mousson
- Pont-Saint-Vincent
- Port-sur-Seille
- Praye
- Prény
- Preutin-Higny
- Pulligny
- Pulney
- Pulnoy
- Puxe
- Puxieux

## Q
Quevilloncourt

## R
Raon-lès-Leau
- Raucourt
- Raville-sur-Sânon
- Réchicourt-la-Petite
- Réclonville
- Rehainviller
- Reherrey
- Réhon
- Reillon
- Rembercourt-sur-Mad
- Remenoville
- Réméréville
- Remoncourt
- Repaix
- Richardménil
- Rogéville
- Romain
- Rosières-aux-Salines
- Rosières-en-Haye
- Rouves
- Roville-devant-Bayon
- Royaumeix
- Rozelieures

## S
Saffais
- Saint-Ail
- Saint-Baussant
- Saint-Boingt
- Saint-Clément (Meurthe-et-Moselle)
- Saint-Firmin (Meurthe-et-Moselle)
- Sainte-Geneviève (Meurthe-et-Moselle)
- Saint-Germain (Meurthe-et-Moselle)
- Saint-Jean-lès-Longuyon
- Saint-Julien-lès-Gorze
- Saint-Marcel (Meurthe-et-Moselle)
- Saint-Mard (Meurthe-et-Moselle)
- Saint-Martin (Meurthe-et-Moselle)
- Saint-Maurice-aux-Forges
- Saint-Max
- Saint-Nicolas-de-Port
- Sainte-Pôle
- Saint-Pancré
- Saint-Remimont (Meurthe-et-Moselle)
- Saint-Rémy-aux-Bois
- Saint-Sauveur (Meurthe-et-Moselle)
- Saint-Supplet
- Saizerais
- Sancy
- Sanzey
- Saulnes
- Saulxerotte
- Saulxures-lès-Nancy
- Saulxures-lès-Vannes
- Saxon-Sion
- Seichamps
- Seicheprey
- Selaincourt
- Seranville
- Serres (Meurthe-et-Moselle)
- Serrouville
- Sexey-aux-Forges
- Sexey-les-Bois
- Sionviller
- Sivry
- Sommerviller
- Sornéville
- Sponville

## T
Tanconville
- Tantonville
- Tellancourt
- Thélod
- They-sous-Vaudemont
- Thézey-Saint-Martin
- Thiaucourt-Regniéville
- Thiaville-sur-Meurthe
- Thiébauménil
- Thil (Meurthe-et-Moselle)
- Thorey-Lyautey
- Thuilley-aux-Groseilles
- Thumeréville
- Tiercelet
- Tomblaine
- Tonnoy
- Toul
- Tramont-Émy
- Tramont-Lassus
- Tramont-Saint-André
- Tremblecourt
- Trieux
- Trondes
- Tronville
- Tucquegnieux

## U
Ugny
- Uruffe

## V
Vacqueville
- Val de Briey
- Val-et-Châtillon
- Valhey
- Valleroy
- Vallois
- Vandelainville
- Vandeléville
- Vandières
- Vandœuvre-lès-Nancy
- Vannes-le-Châtel
- Varangéville
- Vathiménil
- Vaucourt
- Vaudémont
- Vaudeville
- Vaudigny
- Vaxainville
- Vého
- Velaine-en-Haye
- Velaine-sous-Amance
- Velle-sur-Moselle
- Veney
- Vennezey
- Verdenal
- Vézelise
- Viéville-en-Haye
- Vigneulles
- Vilcey-sur-Trey
- Villacourt
- Ville-au-Montois
- Ville-au-Val
- Villecey-sur-Mad
- Ville-en-Vermois
- Ville-Houdlémont
- Villers-en-Haye
- Villers-la-Chèvre
- Villers-la-Montagne
- Villers-le-Rond
- Villers-lès-Moivrons
- Villers-lès-Nancy
- Villers-sous-Prény
- Villerupt
- Ville-sur-Yron
- Villette (Meurthe-et-Moselle)
- Villey-le-Sec
- Villey-Saint-Étienne
- Virecourt
- Viterne
- Vitrey
- Vitrimont
- Vittonville
- Viviers-sur-Chiers
- Voinémont
- Vroncourt

## W
Waville

## X
Xammes
- Xermaménil
- Xeuilley
- Xirocourt
- Xivry-Circourt
- Xonville
- Xousse
- Xures